# Вітебський трамвай
Вíтебський трамвáй (біл. Віцебскі трамвай) — система електричного трамвая в місті Вітебськ Вітебської області Республіки Білорусь з 30 червня 1898 року. Перша в Білорусі трамвайна система і була єдиною, до 13 жовтня 1929 року, у БРСР, поки не була відкрита трамвайна система у Мінську.
Послуги з перевезення пасажирів щорічно становлять близько 45-50 млн пасажирів. Пробіг рухомого складу 6,517 млн км щорічно. За понад 100 років експлуатації перевезено понад 4,5 млрд пасажирів, а пробіг трамвая склав більше 400 млн км.

## Історія
Вперше питання про будівництво трамваю у Вітебську було піднято 10 липня 1895 року, коли почесний громадянин міста Києва Фельдзер подав Вітебській міській управі заяву з проханням надати йому концесію терміном на 50 років на будівництво кінно-електричної залізниці. 25 вересня 1895 року в міську управу подав прохання і французький представник — громадянин Фернан Гільйоне, який надав проект договору про концесію на будівництво трамвая терміном на 45 років. Два дні потому надійшла і третя заява. На цей раз від представника Бельгійського товариства з Брюсселя Петра Вільма.
15 листопада 1895 року під головуванням міського голови І. С. Конюшевського при 24-х голосуючих проходило засідання Вітебської міської думи. На ньому розглядалося питання «Про бажання деяких осіб влаштувати в місті Вітебську трамвайний рух». Були обговорені всі три пропозиції, а потім відбулася балотування по цих пропозиціях шляхом опускання в урни куль. Результати голосування виявилися наступними:
- Фельдзер — праворуч (тобто «ТАК») — 1 куля, ліворуч (тобто «НІ») — 24 кулі;
- Вільмен — праворуч 2 кулі, ліворуч — 23 кулі;
- Гільйоне — праворуч 23 кулі, ліворуч — 2 кулі.

Таким чином, за більшістю куль міська дума постановила надати концесію на влаштування та експлуатацію у Вітебську електричної залізниці (трамвая) Фернан Гільйоне і доручив міській управі укласти з ним контракт.
Представники Фельдзера і Вільма, яким було відмовлено в наданні концесії, звернулися до губернатора зі скаргами на міську думу: на їх погляд, вони могли надати місту найвигідніші умови і завдаток, ніж Гільйоне.
Зі спірного питання велася тривала переписка, зроблено було багато запитів про платоспроможність і благонадійність всіх трьох претендентів. Губернатор своїм листом запропонував міській управі ретельно розглянути скарги і пропозиції Фельдзера і Вільма. Тому, 17 січня 1896 року міська управа слухала доповідь про постанову думи від 15 листопада 1895 року і визначила, що концесія на влаштування у Вітебську електричної залізниці надана Гільйоне правильно.
Договір між Вітебською міською управою і французьким громадянином Фернаном Гільйоном про побудову у Вітебську електричної залізниці (трамвая) був укладений 4 лютого 1896 року, яким передбачена концесія терміном на 40 років. Гільйоне зобов'язався за власний рахунок та ризик побудувати електричну залізницю разом з усім належним до неї і рухомим складом, у тому числі — електростанцію потужністю 425 кВт. За право користування трамваєм на весь термін концесії Гільоне зобов'язувався сплачувати до казни міста щорічно з кожного вагона, що знаходився в русі, в перше десятиліття по 30 рублів, у другу — по 40 рублів і в останні роки — по 50 рублів.
При підписанні договіру Гільйоне надав міській управі заставу в розмірі 10 000 рублів готівкою. Договір включав в себе 18 параграфів. 28 серпня 1897 року був погоджений і затверджений Міністерством внутрішніх справ і губернатором проект, а 4 вересня 1897 року він був вручений представнику Гільйона.
Будівництво трамвайних ліній і споруд велося під технічним керівництвом інженера Розенталя з вересня 1896 року по червень 1898 року. За цей період у Вітебську було побудовано чотири ділянки трамвайних ліній:
- Ділянка А. Від Окопної площі в 1-й частині міста поблизу тюремного замку через Богоявленську вулицю, Смоленську торговельну площу, Смоленську вулицю, Кам'яний міст через річку Вітьба до Миколаївської соборної площі;
- Ділянка Б. У 2-ї частини міста від Миколаївської соборної площі через Велику Могильовську вулицю, Могильовську торговельну площу, Шосейній Могильовській вулиці до Окопної площі у міських казарм.
- Ділянка В. У 2-ї частини міста від Задуновської окопної площі, поблизу полкових лазаретний будівель через Задуновську вулицю, дамбу до Миколаївської соборної площі.
- Ділянка Г. Від Миколаївської соборної площі через Замкову і Театральну вулиці, залізний мост на річці Західна Двіна, Вокзальну і Ковальську вулиці до площі біля міської єврейської лікарні.

У місцях, де дозволяла ширина вулиць, були прокладені подвійні колії, на інших ділянках — одноколійні з роз'їздами, без закруглень наприкінці ліній. Загальна протяжність трамвайних ліній становила 6076,8 метрів, в тому числі:
- Ділянка А — 1319,4 метра (з них одноколійного — 491 м, двоколійного — 827 м і роз'їздів — 60 м).
- Ділянка Б — 1122,3 метра (з них одноколійного — 58,6 м, двоколійного — 1063,7 м).
- Ділянка В — 1138,3 м (з них одноколійного — 296,5 м, двоколійного — 670,2 м, роз'їздів — 241,6 м).
- Ділянка Г — 1620 м (з них одноколійного — 1247,6 м, двоколійного — 372,8 м і роз'їздів — 358,7 м).
- Сполучних колій на Соборній площі — 75,9 м.
- Колій у трамвайному депо — 799,8 м.
- На всій протяжності трамвайних колій в місті і на території депо було укладено 32 ручні стрілки.

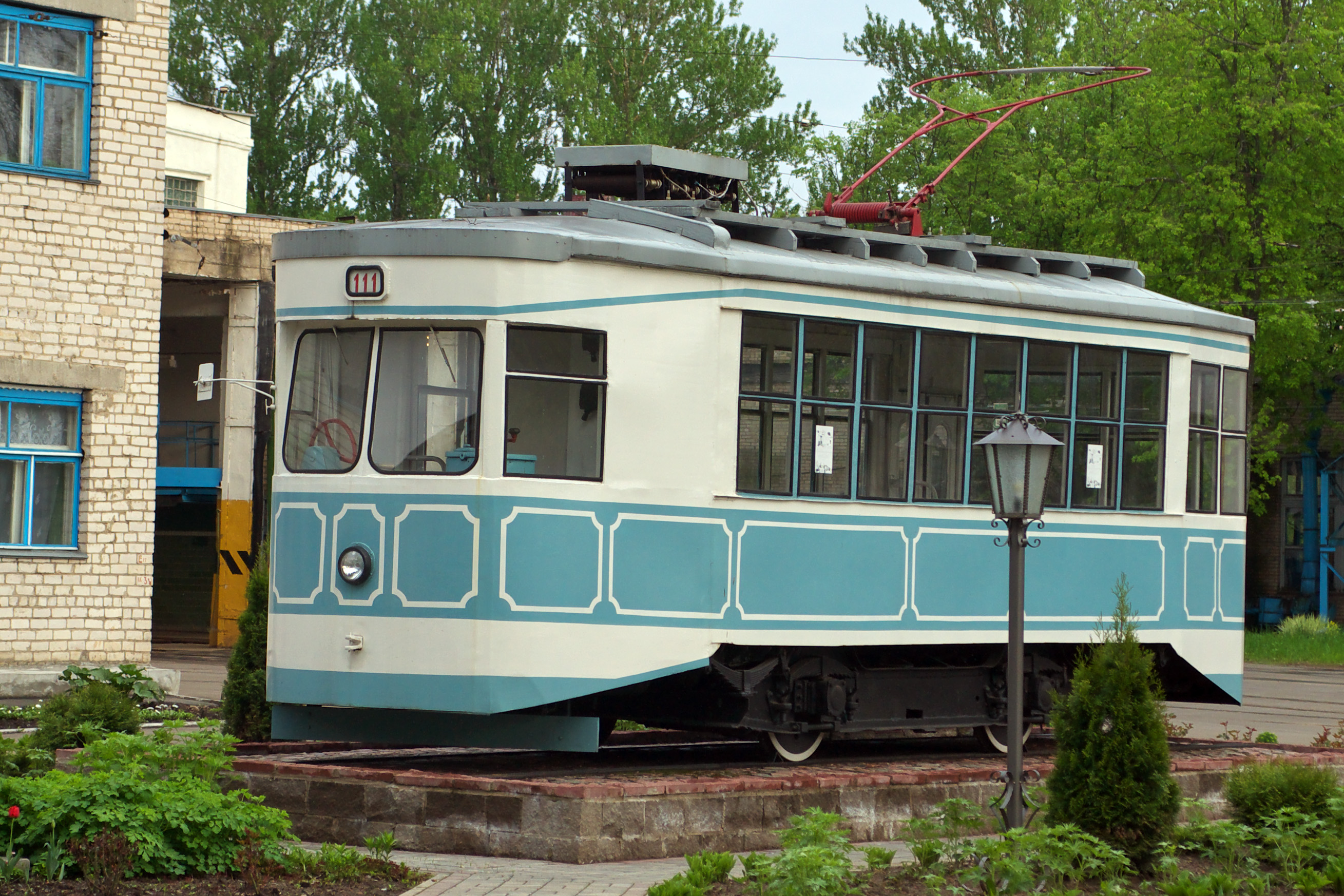
Трамвай серії «Х»

Електрична енергія для трамвая вироблялася на центральній станції, яка була побудована на Задуновській вулиці поблизу Миколаївської соборної площі (нині — це будинок № 13 на проспекті Фрунзе).
1 травня 1897 року міська управа представила до Будівельного відділення на затвердження проект на будівництво кам'яного машинного і котельного будівель для трамвая. 20 травня 1897 року було дозволене будівництво електростанції.
Електростанція введена в експлуатацію у листопаді 1897 року, енергія на ній вироблялося трубчастими паровими котлами системи «Бабкокс і Вілкокс», паливо до казанів — нафта та дрова. Три парові машини «компаунд» (в два циліндри кожна) передавали енергію трьом динамо-машинам постійного струму системи «Шукерт» напругою 500—600 В. Електростанція, крім електроживлення трамвая, висвітлювала губернаторський палац, штаб Двінського військового округу, суд, готель, лазарет і театр. Після революції, на початку 1920-х років до почесних машиністів вітебської трамвайної електростанції був зарахований В. І. Ленін. Електростанція працювала до запуску Білоруської ГРЕС — першої електростанції, яка побудована за планом ДЕЕЛРО, тобто до 1931 року — початку роботи Білоруської енергосистеми.
У травні 1898 року вітебський трамвай був уведений в експлуатацію, на рік раніше ніж у Москві і на 9 років раніше ніж у Санкт-Петербурзі. Відстань між рейками типу «Фенікс» становила 3,3 фути. Рейки з'єднувалися металевими поперечинами, закріпленими болтами, і лягали на щебінь і пісок без шпал. Подача струму здійснювався через рейки, для цього вони з'єднувалися мідними стрижнями. Крім того, була зроблена спеціальна каналізація зворотного струму, яка складалася зі старих рейок, покладених на деякій глибині під бруківкою, що створювало умови для відводу зворотного струму від перетину двох ліній на Соборній площі до негативного полюса електричних генераторів.
Тролейний дріт перетином 84 мм був підвішений на ізоляторах через кожні 16 сажнів. Вся лінія поділялася на ділянки по 230 сажнів, при тому, що кожна ділянка живлення від електростанції окремо. Вітебський трамвай давав своїм акціонерам по 20 тис. франків прибутку щорічно.
Для розміщення рухомого складу і майстерень з ремонту вагонів по Задуновській площі напроти військового лазарету було побудовано депо місткістю на 42 вагона. Воно займало площу 1500 сажнів².
Майстерні були оснащені наступним обладнанням: електродвигуном, гідравлічним пресом системи «Ніль-Тооль-Воркс» під тиском на 200 т, токарним верстатом для обточування колісних пар, токарним верстатом по металу, свердловильною машинкою, стругальним верстатом системи «Флотень» та точильним каменем.
Відповідно до договору від 4 лютого 1896 року, укладеним міською управою з Гільйоном, останньому було надано право утворити за кордоном для здійснення діяльності підприємства Товариство з обмеженою відповідальністю (з правом випуску акцій). 25 квітня 1899 року в конторі нотаріуса Гросманса був складений акт, опублікований в «Бельгійському Моніторі» від 13 травня 1899 року, згідно з яким створювалося Бельгійське акціонерне товариство «Вітебський трамвай». Фернан Гільйоне вніс до нього концесію на трамвай, яку він отримав у Росії від Вітебської міської управи 4 лютого 1896 року. У зв'язку з цим право Гильоне на концесію з 18 червня 1901 року перейшло до Бельгійського акціонерного товариства «Вітебський трамвай». З цього часу аж до Жовтневої революції вітебський трамвай експлуатувався Бельгійським (анонімним) акціонерним товариством.
Робота трамвая в місті регламентувалася правилами, затвердженими міською думою. Рух розпочинався о 07:00 влітку і о 08:00 взимку. Припинявсяся рух о 23:00. Прийом пасажирів в трамвайні вагони відбувався не тільки на зупинках, але і на шляху проходження вагона. При бажанні пасажира сісти у вагон він подавав знак вагоноводієві, і той зобов'язаний був зробити зупинку і взяти пасажира. Для проїзду в трамваї не допускалися особи у п'яному вигляді, особи, які неохайно одягнені і чинили безлад. Пасажирам заборонялося входити, якщо сигнальна табличка вказувала, що місць у вагоні немає, або якщо про це заявляв кондуктор. Заборонялося у вагонах палити і провозити собак, зупиняти їх на перехрестях, стрілках і заокругленні. Публіка не повинна була стосуватися механізм, який приводить до руху двигуни, гальма, сигнали і контролера.

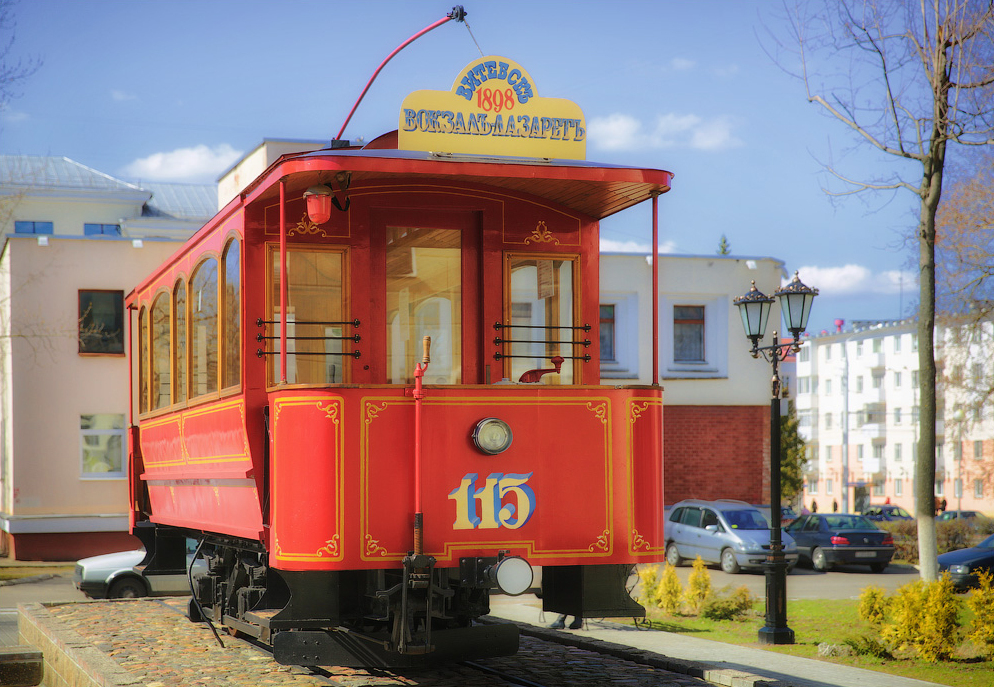
Перший вітебський трамвай

Якщо пасажир завдавав вагону будь-які збитки, то він повинен був негайно сплатити за це за спеціальною таблицею вартості. У разі відмови підкоритися встановленим правилам добровільно кондуктор повинен був звертатися за сприянням до чинів поліції.
Оплата за проїзд у трамваї становила 5 копійок для дорослих і 3 копійки — для учнів навчальних закладів (у формі). Дітям від 5 років і старше стягувалася повна плата вартості проїзду.
Поліцейські чини користувалися правом безкоштовного проїзду на передніх майданчиках вагонів, але не більше ніж по одному на кожен вагон.
Бельгійське акціонерне товариство почувалося у Вітебську як держава в державі. Вся звітність велася тільки французькою мовою, фінансовий облік вівся у франках і сантимах.
За підсумками першого року роботи (1898—1899 рр.) на витрачений капітал акціонерами отримано 1 % чистого прибутку, який склав 18666 франків 91 сантимів. Крім цього, вказані сумнівні витрати на утримання Ради акціонерів у Брюсселі, на оплату відсотків банку (10 588 франків) і на всі потреби самого трамвая (132 397 франків 31 сантимів). Навіть з офіційно наданих балансів акціонерного товариства видно, що трамвай приніс чистого прибутку за 8 років експлуатації 176 747 франків 09 сантимів, або приблизно — 20 тисяч франків на рік.
Умови праці вітебських трамвайників (водіїв, кондукторів, робочих депо і колій) були важкими. Робочий день тривав 17-18 годин, низька, яких не відповідала умовам праці заробітна плата. Маленькі вагони з відкритими майданчиками, відсутність гарної гальмівної системи створювали додаткові труднощі. Була відсутня елементарна охорона праці і техніка безпеки. Найчастіше пасажири попереджали кондуктора: «Обережно — стовп». Стовпи контактної мережі тоді стояли впритул до трамвайних колій.
Кондуктор разом з водієм повинні були вручну робити маневри причіпних вагонів на кінцевих зупинках. За найменше порушення працівник піддавався штрафу. За дні хвороби ніякої оплати не належало.
Наряд на роботу на наступний день не вивішувався, і всі робочі щодня повинні були бути вранці, щоб дізнатися, куди вони цього дня призначені. Звільнення з роботи вироблялося без достатньої перевірки.
При бажанні пасажира увійти у вагон водій трамвая зобов'язаний був зупинити трамвай і взяти його. Найчастіше під час стоянки вагона без руху гальмівні колодки примерзали до бандажів коліс. Водій повинен був ломиком звільнити колодки, перш ніж дати вагону струм для руху.
Для вагоноводіїв була видана спеціальна інструкція, яку кожен водій мав при собі. У ній були викладені основні обов'язки водія, його дії під час роботи і відповідальність.
Радянський період
Під час Другої світової війни трамвайний рух (11 липня 1941—26 червня 1944) припинявся, трамвайна система і інфраструктура була вщент зруйнована, рухомий склад спалений. Відновити трамвайний рух вдалося лише у 1947 році.
1945 — відновлений рух від площі Свободи по вулиці Леніна, мосту Блохіна, вулиці Будьонного до залізничного вокзалу, по проспекту Фрунзе до трамвайного депо.
1947 — відновлені колії від Смоленського ринку до площі Свободи, від вулиці Будьонного до Пролетарської площі.
5 грудня 1948 — відновлений рух по вулиці Гагаріна.
1949 — відновлено рух по проспекту Черняховського (з подовженням до кільця «Лучьоса»), а також від трамвайного депо до Фрунзенської площі (район ресторану «Зелена Гура»).
1955 — побудована ділянка трамвайної колії по проспекту Фрунзе (1 км).
13 серпня 1960 — побудована лінія від Пролетарської площі до Комбінату будівельних матеріалів (вулиця Максима Горького).
1960 — побудована лінія від ВАТ «Кераміка» до сучасної кінцевої у Журжево.
1961 — подовжена лінія по проспекту Фрунзе.
1963 — демонтована лінія по вулицям Зінькова, Комсомольській, Радянської Армії.
30 червня 1964 — відкрита гілка по вулиці Титова.
20 листопада 1966 року відкрито Музей історії вітебського трамвая.
1967 — подовжена трамвайна лінія по проспекту Фрунзе.
19 квітня 1972 — закрита трамвайна лінія по вулиці Леніна від Смоленського ринку до площі Свободи.
6 листопада 1973 — побудована лінія по проспекту Генерала Людникова.
28 серпня 1974 — побудована трамвайна лінія по Московському проспекту до перехрестя з вулицею Терешкової.
24 серпня 1983 — закрита лінія від трамвайного депо через площу Свободи до площі Перемоги.
Грудень 1985 — відкрита лінія від тодішньої кінцевої на вулиці Терешкової до телезаводу.
1986 — побудовано тимчасове кільце за комбінатом шовкових тканин (на час ремонту теплотраси по вулиці Максима Горького).
Травень 1988 — відкрита лінія від кільця «Лучьоса» до з'єднання з лінією по вулиці Максима Горького.
Сучасність
7 жовтня 2000 — відкрита лінія на ділянці від телезаводу до нинішньої кінцевої станції «Вулиця Петруся Бровки»
2007 — закритий зовнішнія лінія на розворотному кільці «Вулиця Гагаріна».
2011 — кільце «Полоцький ринок» переведено у резервне.
2013 — демонтовані залишки р/к за комбінатом шовкових тканин.
2014 — закрита середня колія на р/к «Вулиця Титова».
2015 — закрита внутрішня колія на р/к «Полоцький ринок».
2016 — відновлена стрілка на «оглядову яму» на р/к «Вулиця Гагаріна», але колія, як і раніше закінчується тупиком.

## Керівнича структура та характеристика
Підприємство являє собою багатогалузевий складний механізм, що складається з трамвайного і тролейбусного депо, енергослужби, служби колії, служби руху, автотранспортної служби.
Енергослужба підприємства створена одночасно з вітебським трамваєм і являє собою підрозділ з високим ступенем автоматизації. 14 тягових підстанцій і 2 розподільних пункту охоплено комплексом телемеханізації ТМ-320 житомирського заводу «Промавтоматика». Номінальна потужність по змінному струму становить 35 100 кВА, по постійному струму — 2 880 кВт.
Протяжність трамвайних колій складає 75 км. Кількість стрілочних переводів — 122, вони обладнані автоматикою і оснащені обігрівачем.
Адреса трамвайного депо:
Вітебськ, вул. 5-та Фрунзе, 7.

## Маршрути
До 14 листопада 2018 року у Вітебську працювало 9 маршрутів трамвая. Протяжність маршрутів становила 212,7 км.
З 15 листопада 2018 майже на два роки було тимчасово припинено рух усіх видів транспорту через Полоцький шляхопровід, у зв'язку з чим скасовувалися трамвайні маршрути № 4, 6, 8, 9. Старий шляхопровід 1953 року побудови був повністю знесений і замість нього за 20 місяців побудовано новий: урочисте введення в експлуатацію відбулося 15 липня 2020 року.
З 21 липня 2020 року було скасовано рух трамваїв на маршруті №5, маршрути №№1, 3 скорочено через реконструкцію вулиці Гагаріна.
| Перелік трамвайних маршрутів | Перелік трамвайних маршрутів | Перелік трамвайних маршрутів | Перелік трамвайних маршрутів | Перелік трамвайних маршрутів        |
| №                            | Кінцевий пункт, А            | Маршрут руху | Кінцевий пункт, Б            | Середній інтервал в робочі дні, хв. |
| ---------------------------- | ---------------------------- | --- | ---------------------------- | ----------------------------------- |
| 1                            | ДП Вулиця Максима Горького   | вул. Максима Горького — Пролетарська пл. — Новолучьовська вул. — вул. Зеленогурська — просп. Черняховського — міст Шмирьова — пл. Перемоги — Московський просп. — вул. Смоленська — просп. Фрунзе — просп. Генерала Людникова — Ювілейний мост — вул. Гагаріна | Вулиця Гагаріна              | 18                                  |
| 2                            | ДП Вулиця Максима Горького   | вул. Максима Горького — Пролетарська пл. — вул. Академіка Павлова — вул. Герцена — вул. Генерала Бєлобородова — мост Блохіна — пл. Перемоги — Московський просп. — вул. Петруся Бровки                                                                         | Вулиця Петруся Бровки        | 22                                  |
| 3                            | Вулиця Гагаріна              | вул. Гагаріна — Ювілейний міст — проспект Генерала Людникова — просп. Фрунзе — вул. Смоленська — Московський просп. — вул. Петруся Бровки | Вулиця Петруся Бровки        | 18                                  |
| 4                            | Вулиця Титова                | Полоцький шляхопровід — вул. Космонавтів — Привокзальна площа (залізничний вокзал) — вул. Будьонного — вул. Генерала Бєлобородова — міст Блохіна — пл. Перемоги — Московський просп. — Смоленська вулиця — просп. Фрунзе                                       | ДП Проспект Фрунзе           | 37                                  |
| 5                            | Вулиця Гагаріна              | вул. Гагаріна — просп. Генерала Людникова — просп. Фрунзе | ДП Проспект Фрунзе           | 73                                  |
| 6                            | Вулиця Титова                | Полоцький шляхопровід — вул. Космонавтів — Привокзальна площа (залізничний вокзал) — вулиця Герцена — вул. Академіка Павлова — вул. Максима Горького | ДП Вулиця Максима Горького   | 16                                  |
| 7                            | ДП Вулиця Максима Горького   | Пролетарська пл. — вул. Академіка Павлова — вул. Герцена — вул. Генерала Бєлобородова — мост Блохіна — пл. Перемоги — Московський просп. — вул. Смоленська — просп. Фрунзе                                                                                     | ДП Проспект Фрунзе           | 15                                  |
| 8                            | Вулиця Титова                | Полоцький шляхопровід — вул. Космонавтів — Привокзальна площа (залізничний вокзал) — вулиця Генерала Бєлобородова — мост Блохіна — пл. Перемоги — Московський просп. — вул. Петруся Бровки                                                                     | Вулиця Петруся Бровки        | 18                                  |
| 9                            | Вулиця Титова                | Полоцький шляхопровід — вул. Космонавтів — просп. Московський — просп. Черняховського — мост Шмирьова — вул. Зеленогурська — вул. Новолучьовська — вул. Максима Горького                                                                                       | ДП Вулиця Максима Горького   | 58                                  |

Кінцеві станції та оборотні кільця
| Характеристика кінцевих станцій | Характеристика кінцевих станцій | Характеристика кінцевих станцій      | Характеристика кінцевих станцій                                       |
| Кінцева станція                 | Маршрути                        | Кількість колій на оборотному кільці | Примітка                                                              |
| ------------------------------- | ------------------------------- | ------------------------------------ | --------------------------------------------------------------------- |
| Вулиця Титова                   | 4, 6, 8, 9                      | 3                                    |                                                                       |
| Вулиця Максима Горького         | 1, 2, 6, 7, 9                   | 4                                    | Відкрито у 1970-х роках. До цього знаходилося на Пролетарській площі. |
| Вулиця Петруся Бровки           | 2, 3, 8                         | 3                                    |                                                                       |
| Вулиця Гагаріна                 | 1, 3, 5                         | 2                                    |                                                                       |
| Лучьоса                         |                                 | 3                                    | Використовується при скорочених рейсах.                               |
| Полоцький ринок                 |                                 | 2                                    | Використовується при скорочених рейсах.                               |

Демонтовані лінії
- Вулиця Воїнів-Інтернаціоналістів на ділянці від проспекту Черняховського до вулиці Петруся Бровки: у 1990-х роках на вулиці були прокладені трамвайні колії, але рух так і не відкрився. Колії були розібрані на початку 2000-ні років.
- На Пролетарській площі розташовувалося кільце «Вулиця Максима Горького», що існувала до 1970-х років. Повністю кільце було демонтовано тільки у 2013 році.

## Вартість проїзду
| Динаміка вартості проїзду | Динаміка вартості проїзду       |
| Дата встановлення тарифу  | Вартість в кіоску / у водія, Br |
| ------------------------- | ------------------------------- |
| 7 вересня 2011            | 800 / 850                       |
| 6 квітня 2012             | 1100 / 1150                     |
| 6 жовтня 2012             | 1400 / 1500                     |
| 23 травня 2013            | 1700 / 1900                     |
| 2 жовтня 2013             | 2200 / 2400                     |
| 1 грудня 2013             | 2700 / 3000                     |
| 1 квітня 2014             | 3200 / 3500                     |
| 20 серпня 2014            | 3500 / 4000                     |
| 20 грудня 2015            | 4000 / 4500                     |
| 18 грудня 2016            | 0,45 / 0,50                     |
| 21 грудня 2017            | 0,50 / 0,55                     |
| 18 грудня 2019            | 0,60 / 0,65                     |

## Рухомий склад
У Вітебську на балансі підприємства перебувають трамваї КТМ-5, КТМ-8. Поступово вони замінюються на трамваї «Белкомунмаш» БКМ-60102 і БКМ-62103. У депо є спеціальні вантажні трамваї, снігоочисники різних років випуску, в тому числі і з дерев'яним кузовом, а також пасажирський вагон довоєнного типу.
20 березня 2011 року у Вітебськ надійшли перші 2 вагона БКМ-60103 з 20 вагонів даної моделі.
6 липня 2012 року на лінію вийшов новий трамвайний вагон БКМ-62103 (№ 629), а 26 липня 2012 року — другий БКМ-62103 (№ 630, на цьому вагоні був встановлений полупантограф, який незабаром замінений на пантограф).
22 вересня 2012 року вперше у Вітебську відбулася оглядова екскурсія на вагоні РВЗ-6М2.
Станом на 26 січня 2013 року до трамвайного депо надійшло 12 вагонів моделі БКМ-62103 (№ 637—648).
| Пасажирський рухомий склад |                  |                   |                         |                               |
| Фото                       | Модель           | Роки експлуатації | Кількість на 01.06.2018 | Примітка                      |
|                            | БКМ 62103        | 2009 — понині     | 44                      |                               |
|                            | БКМ 60102        | 2005 — понині     | 15                      |                               |
|                            | КТМ-8 (71-608КМ) | 1995 — понині     | 6                       |                               |
|                            | КТМ-5М3 (71-605) | 1973 — понині     | 12                      | Не експлуатуються             |
|                            | КТМ-5 (71-605А)  | 1991 — понині     | 6                       | Не експлуатуються             |
|                            | РВЗ-6М2          | 1987 — понині     | 2                       | Не експлуатуються             |
|                            |                  | Всього:           | 85                      |                               |
| Службовий рухомий склад    |                  |                   |                         |                               |
|                            | МТВ-82           |                   | 3                       |                               |
|                            | ГС-4 (КРТТЗ)     |                   | 3                       | Снігоочисник                  |
|                            | ВТК-01           |                   | 2                       | Снігоочисник                  |
|                            | РВЗ-6М           |                   | 1                       | Вагон-вишка контактної мережі |
|                            | ТК-28            |                   | 1                       | Рейкотранспортер              |
|                            | ТК-28А           |                   | 1                       | Рейкотранспортер              |
|                            | РШМ              |                   | 1                       | Рейкошпальний                 |
|                            |                  | Всього:           | 12                      |                               |

## Музей
Музей вітебському трамваю відкритий 20 листопада 1966 року. У його залах представлені макети різних моделей вагонів, що експлуатувалися у Вітебську, документи і фотографії різних етапів розвитку транспорту, проїзні документи різних років, касові апарати, елементи екіпіровки вожатих і кондукторів різних років. На стендах розміщені схеми трамвайних ліній в усі періоди його роботи. Є в музеї і експозиція, яка присвячена тролейбусному руху у Вітебську.
28 червня 2013 року, біля трамвайного депо, на постамент встановлений пам'ятник вітебському трамваю — копія першого вагона, що вийшов з депо у 1898 році.

## Галерея

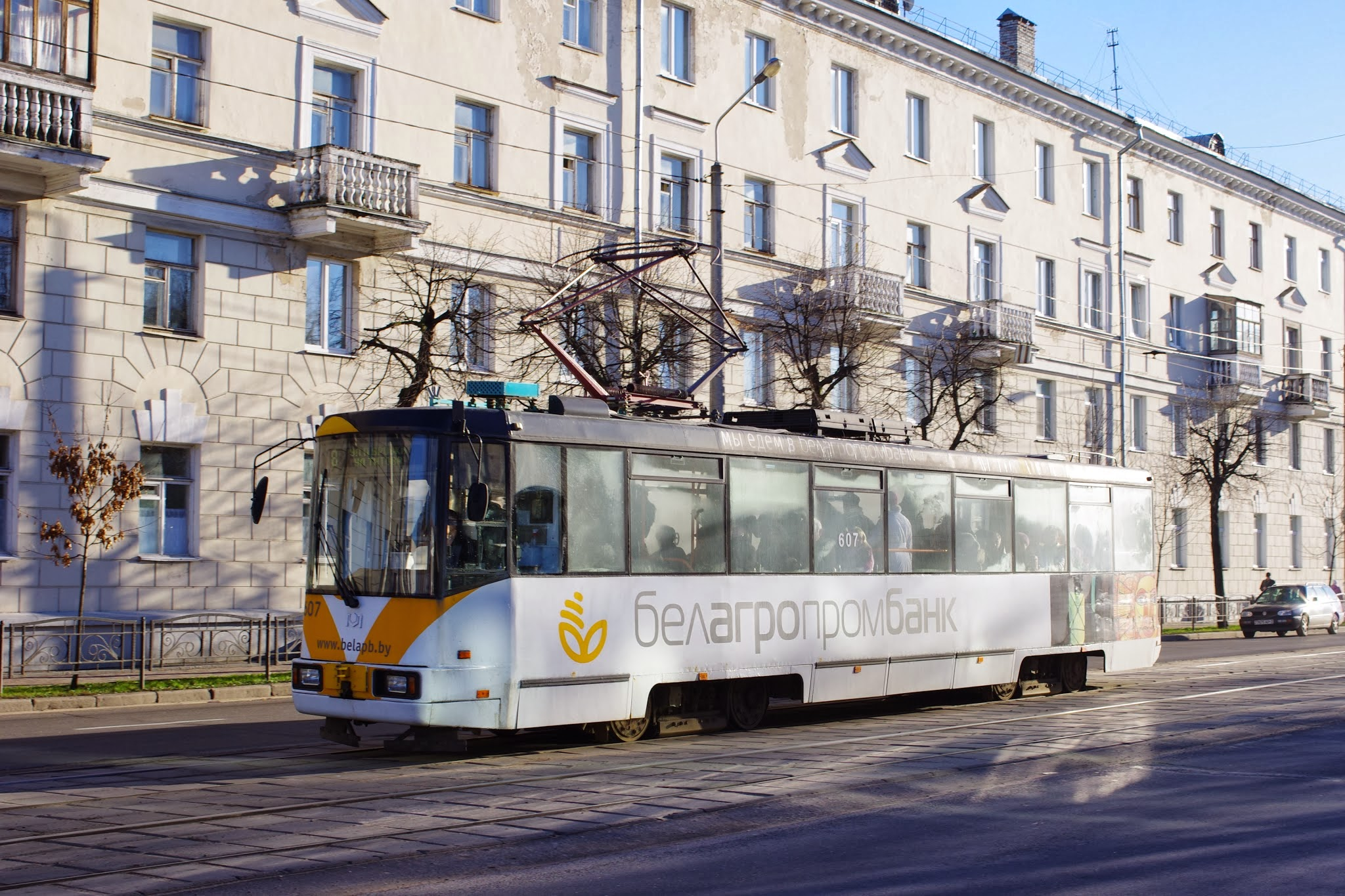
БКМ 60102
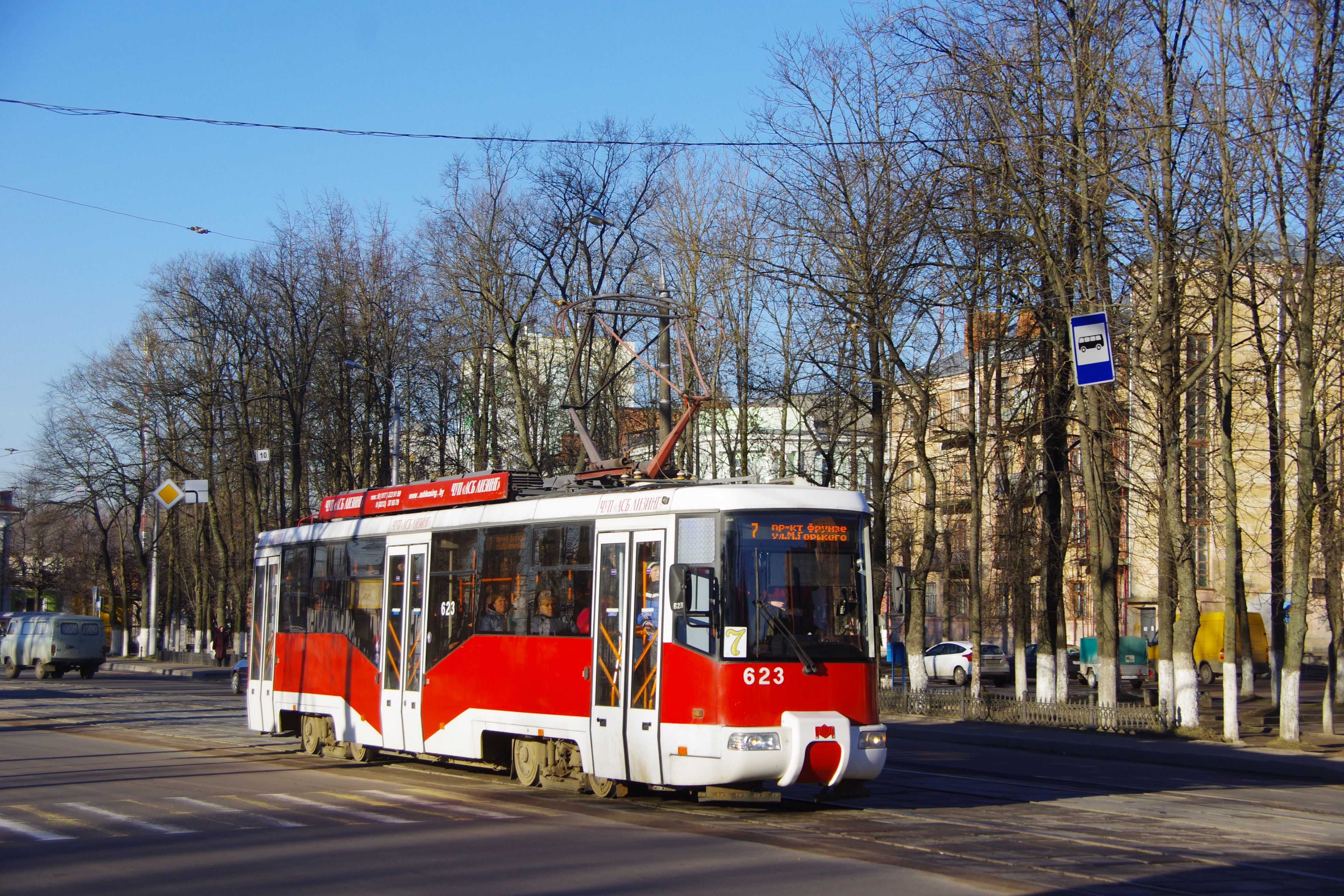
БКМ 62103
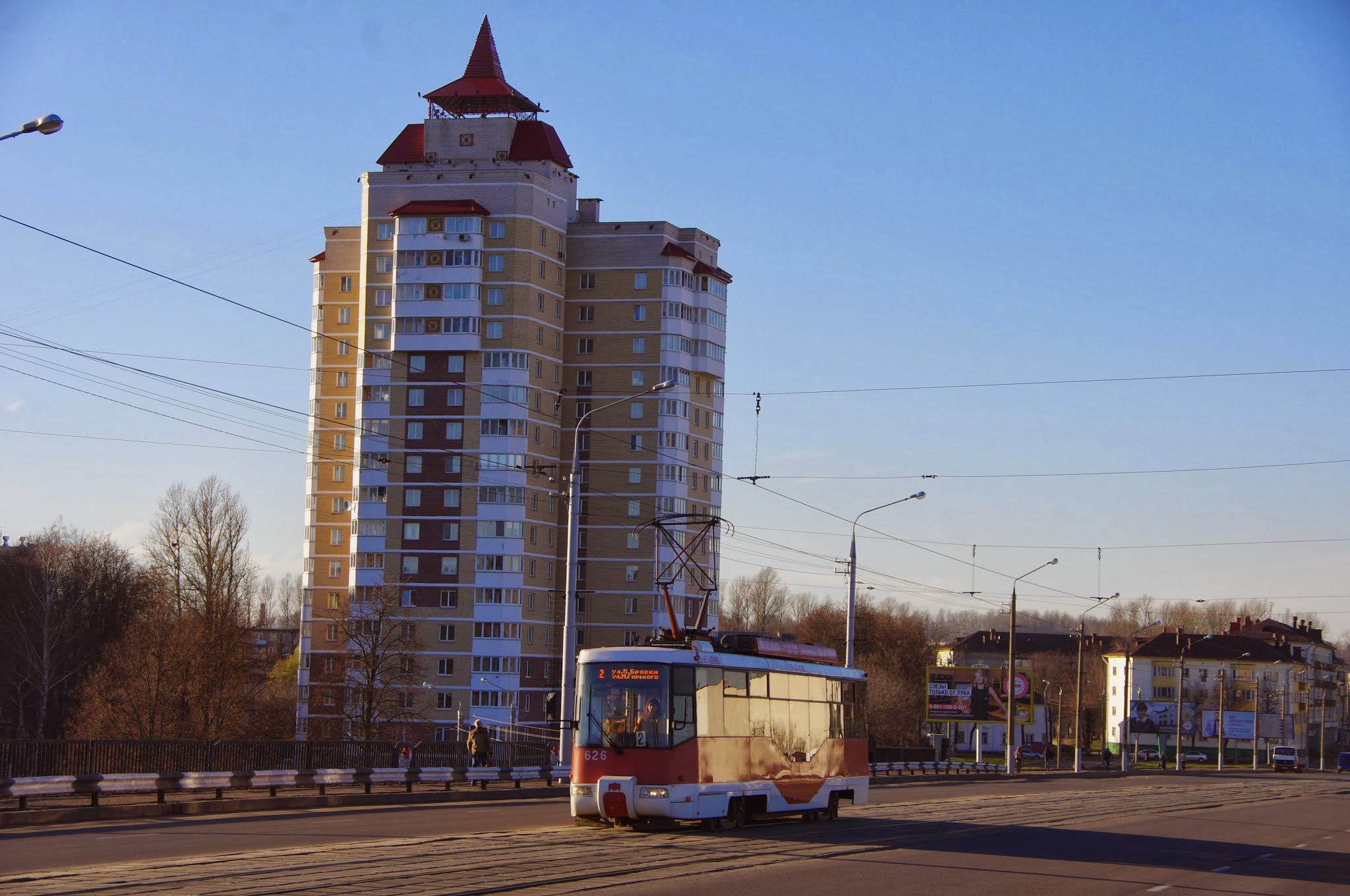
БКМ 62103
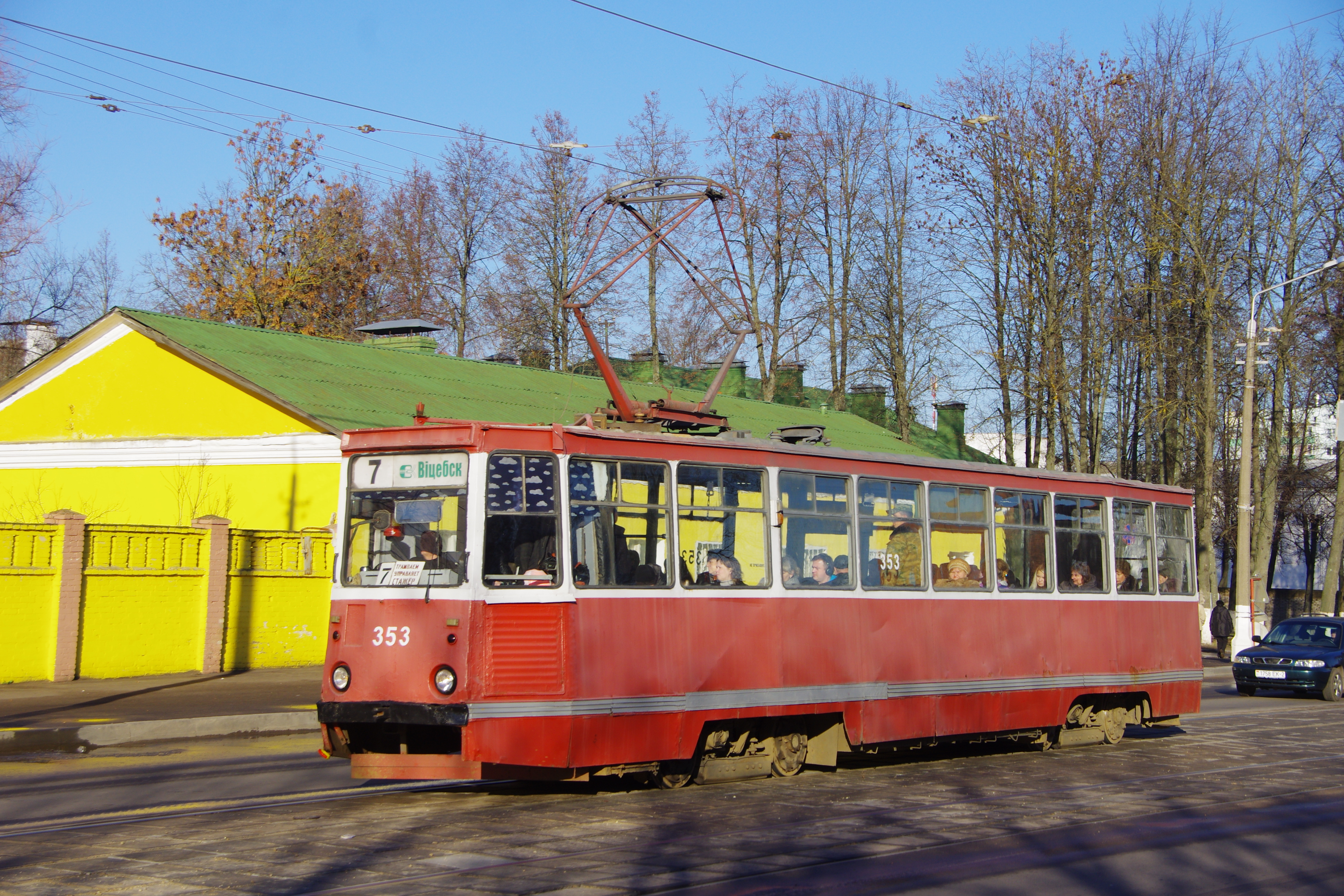
КТМ-5М3 (71-605)
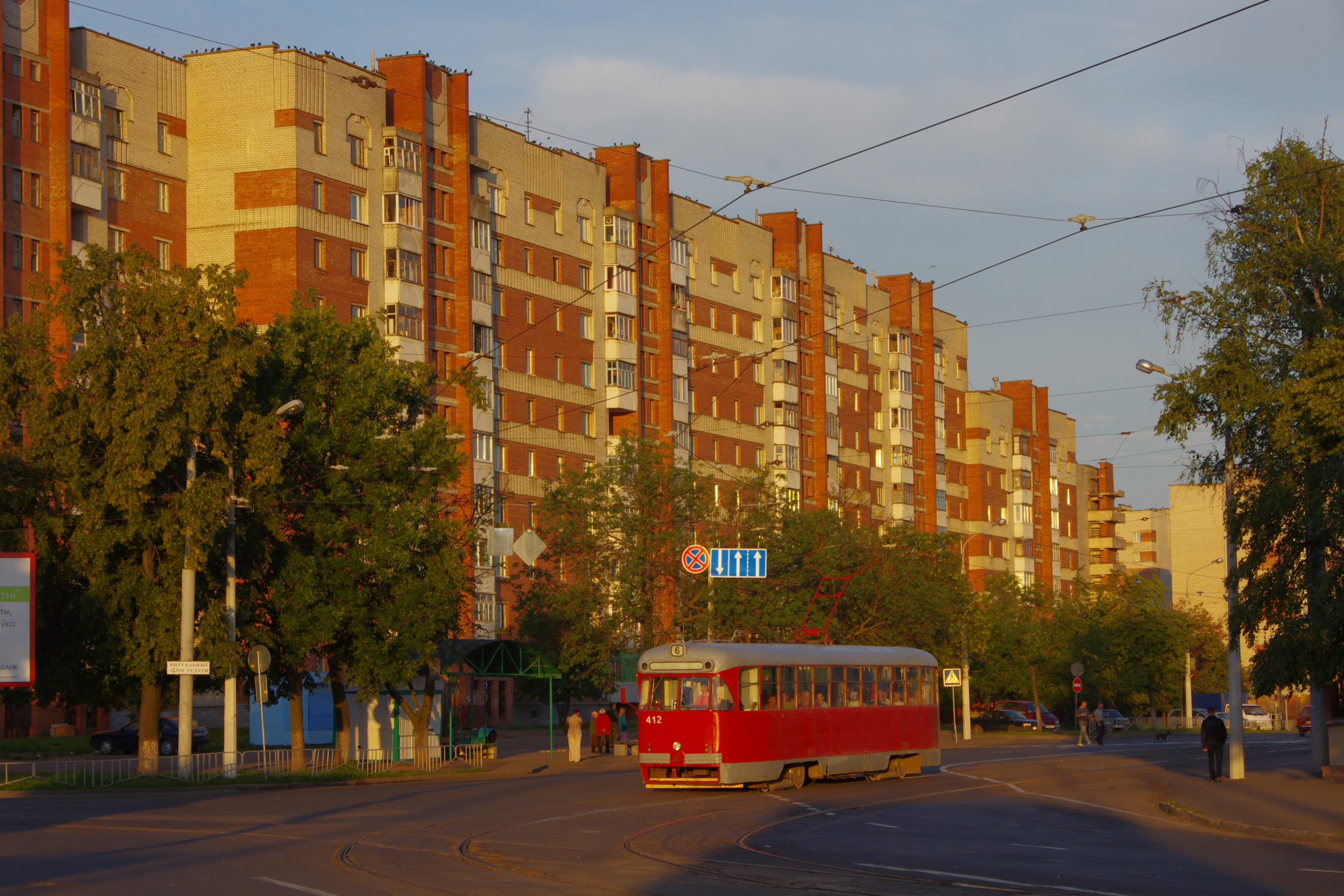
РВЗ-6М2